# Grand Prix Mexico City 2023
Grand Prix Mexico City 2023 (oficiálně Formula 1 Gran Premio de la Ciudad de México 2023) se jela na okruhu Autódromo Hermanos Rodríguez v Mexico City v Mexiku dne 29. října 2023. Závod byl devatenáctým v pořadí v sezóně 2023 šampionátu Formule 1.

## Kvalifikace
Kvalifikace se uskutečnila 28. října 2023 v 15:00 místního času (UTC-6).
| Poř.                        | Č. | Jezdec           | Konstruktér                  | Časy v kvalifikaci | Časy v kvalifikaci | Časy v kvalifikaci | Pořadí na startu |
| Poř.                        | Č. | Jezdec           | Konstruktér                  | Q1                 | Q2                 | Q3                 | Pořadí na startu |
| --------------------------- | -- | ---------------- | ---------------------------- | ------------------ | ------------------ | ------------------ | ---------------- |
| 1                           | 16 | Charles Leclerc  | Ferrari                      | 1:18.401           | 1:17.901           | 1:17.166           | 1                |
| 2                           | 55 | Carlos Sainz Jr. | Ferrari                      | 1:18.755           | 1:18.382           | 1:17.233           | 2                |
| 3                           | 1  | Max Verstappen   | Red Bull Racing-Honda RBPT   | 1:18.099           | 1:17.625           | 1:17.263           | 3                |
| 4                           | 3  | Daniel Ricciardo | AlphaTauri-Honda RBPT        | 1:18.341           | 1:17.706           | 1:17.382           | 4                |
| 5                           | 11 | Sergio Pérez     | Red Bull Racing-Honda RBPT   | 1:18.553           | 1:18.124           | 1:17.423           | 5                |
| 6                           | 44 | Lewis Hamilton   | Mercedes                     | 1:18.677           | 1:17.571           | 1:17.454           | 6                |
| 7                           | 81 | Oscar Piastri    | McLaren-Mercedes             | 1:18.241           | 1:17.874           | 1:17.623           | 7                |
| 8                           | 63 | George Russell   | Mercedes                     | 1:18.893           | 1:17.673           | 1:17.674           | 8                |
| 9                           | 77 | Valtteri Bottas  | Alfa Romeo-Ferrari           | 1:18.429           | 1:18.016           | 1:18.032           | 9                |
| 10                          | 24 | Čou Kuan-jü      | Alfa Romeo-Ferrari           | 1:19.016           | 1:18.440           | 1:18.050           | 10               |
| 11                          | 10 | Pierre Gasly     | Alpine-Renault               | 1:18.945           | 1:18.521           |                    | 11               |
| 12                          | 27 | Nico Hülkenberg  | Haas-Ferrari                 | 1:18.969           | 1:18.524           |                    | 12               |
| 13                          | 14 | Fernando Alonso  | Aston Martin Aramco-Mercedes | 1:18.848           | 1:18.738           |                    | 13               |
| 14                          | 23 | Alexander Albon  | Williams-Mercedes            | 1:18.828           | 1:19.147           |                    | 14               |
| 15                          | 22 | Júki Cunoda      | AlphaTauri-Honda RBPT        | 1:18.890           | Bez času           |                    | 18               |
| 16                          | 31 | Esteban Ocon     | Alpine-Renault               | 1:19.080           |                    |                    | 15               |
| 17                          | 20 | Kevin Magnussen  | Haas-Ferrari                 | 1:19.163           |                    |                    | 16               |
| 18                          | 18 | Lance Stroll     | Aston Martin Aramco-Mercedes | 1:19.227           |                    |                    | PL               |
| 19                          | 4  | Lando Norris     | McLaren-Mercedes             | 1:21.554           |                    |                    | 17               |
| 107 % času vítěze: 1:23.565 |    |                  |                              |                    |                    |                    |                  |
| —                           | 2  | Logan Sargeant   | Williams-Mercedes            | Bez času           |                    |                    | 19               |
| Zdroj:                      |    |                  |                              |                    |                    |                    |                  |

Poznámky
1. ↑  Júki Cunoda musel odstartovat z konce startovního pole, jelikož překročil maximální povolený počet elementů motoru a převodovky.
2. ↑  Lance Stroll se kvalifikoval jako 18., ale musel odstartovat z pit lane, jelikož byly na jeho vůz instalovány nové komponenty během parc fermé.
3. ↑  Logan Sargeant nestanovil v kvalifikaci žádný čas, do závodu ale mohl odstartovat díky udělené výjimce. Navíc obdržel penalizaci 10 míst za předjíždění pod žlutými vlajkami během Q1.

## Závod
Závod se uskutečnil 29. října 2023 ve 14:00 místního času (UTC-6).
| Poř.                                                               | No. | Jezdec           | Konstruktér                  | Počet kol | Čas/Odstoupení  | Start | Body |
| ------------------------------------------------------------------ | --- | ---------------- | ---------------------------- | --------- | --------------- | ----- | ---- |
| 1                                                                  | 1   | Max Verstappen   | Red Bull Racing-Honda RBPT   | 71        | 2:02:30.814     | 3     | 25   |
| 2                                                                  | 44  | Lewis Hamilton   | Mercedes                     | 71        | +13.875         | 6     | 19   |
| 3                                                                  | 16  | Charles Leclerc  | Ferrari                      | 71        | +23.124         | 1     | 15   |
| 4                                                                  | 55  | Carlos Sainz Jr. | Ferrari                      | 71        | +27.154         | 2     | 12   |
| 5                                                                  | 4   | Lando Norris     | McLaren-Mercedes             | 71        | +33.266         | 17    | 10   |
| 6                                                                  | 63  | George Russell   | Mercedes                     | 71        | +41.020         | 8     | 8    |
| 7                                                                  | 3   | Daniel Ricciardo | AlphaTauri-Honda RBPT        | 71        | +41.570         | 4     | 6    |
| 8                                                                  | 81  | Oscar Piastri    | McLaren-Mercedes             | 71        | +43.104         | 7     | 4    |
| 9                                                                  | 23  | Alexander Albon  | Williams-Mercedes            | 71        | +48.573         | 14    | 2    |
| 10                                                                 | 31  | Esteban Ocon     | Alpine-Renault               | 71        | +1:02.879       | 15    | 1    |
| 11                                                                 | 10  | Pierre Gasly     | Alpine-Renault               | 71        | +1:06.208       | 11    |      |
| 12                                                                 | 22  | Júki Cunoda      | AlphaTauri-Honda RBPT        | 71        | +1:18.982       | 18    |      |
| 13                                                                 | 27  | Nico Hülkenberg  | Haas-Ferrari                 | 71        | +1:20.309       | 12    |      |
| 14                                                                 | 24  | Čou Kuan-jü      | Alfa Romeo-Ferrari           | 71        | +1:21.676       | 10    |      |
| 15                                                                 | 77  | Valtteri Bottas  | Alfa Romeo-Ferrari           | 71        | +1:25.597       | 9     |      |
| 16                                                                 | 2   | Logan Sargeant   | Williams-Mercedes            | 70        | Čerpadlo        | 19    |      |
| 17                                                                 | 18  | Lance Stroll     | Aston Martin Aramco-Mercedes | 66        | Následky nehody | PL    |      |
| Ret                                                                | 14  | Fernando Alonso  | Aston Martin Aramco-Mercedes | 47        | Odstoupil       | 13    |      |
| Ret                                                                | 20  | Kevin Magnussen  | Haas-Ferrari                 | 31        | Nehoda          | 16    |      |
| Ret                                                                | 11  | Sergio Pérez     | Red Bull Racing-Honda RBPT   | 1         | Následky nehody | 5     |      |
| Nejrychlejší kolo: Lewis Hamilton (Mercedes) – 1:21.334 (71. kolo) |     |                  |                              |           |                 |       |      |
| Zdroj:                                                             |     |                  |                              |           |                 |       |      |

Poznámky
1. ↑  Včetně bodu za nejrychlejší kolo.
2. ↑  Valtteri Bottas skončil 14., po závodě ale obdržel penalizaci 5 sekund za nehodu s Lancem Strollem.
3. 1 2  Logan Sargeant a Lance Stroll byli klasifikováni, jelikož dokončili více než 90 % délky závodu.

## Průběžné pořadí po závodě
|        | Pořadí | Jezdec           | Body |
| ------ | ------ | ---------------- | ---- |
|        | 1      | Max Verstappen*  | 491  |
|        | 2      | Sergio Pérez     | 240  |
|        | 3      | Lewis Hamilton   | 220  |
| 1      | 4      | Carlos Sainz Jr. | 183  |
| 1      | 5      | Fernando Alonso  | 183  |
| Zdroj: |        |                  |      |

|        | Pořadí | Konstruktér                  | Body |
| ------ | ------ | ---------------------------- | ---- |
|        | 1      | Red Bull Racing-Honda RBPT*  | 731  |
|        | 2      | Mercedes                     | 371  |
|        | 3      | Ferrari                      | 349  |
|        | 4      | McLaren-Mercedes             | 256  |
|        | 5      | Aston Martin Aramco-Mercedes | 236  |
| Zdroj: |        |                              |      |